# Satu Nou de Jos
Satu Nou de Jos – wieś w Rumunii, w okręgu Marmarosz, w gminie Groși. W 2011 roku liczyła 1055 mieszkańców.